# 新高山城
新高山城（にいたかやまじょう）は、広島県三原市本郷町にあった日本の城。城跡は国の史跡に指定されている。2017年（平成29年）4月6日、続日本100名城（173番）に選定された。

## 歴史

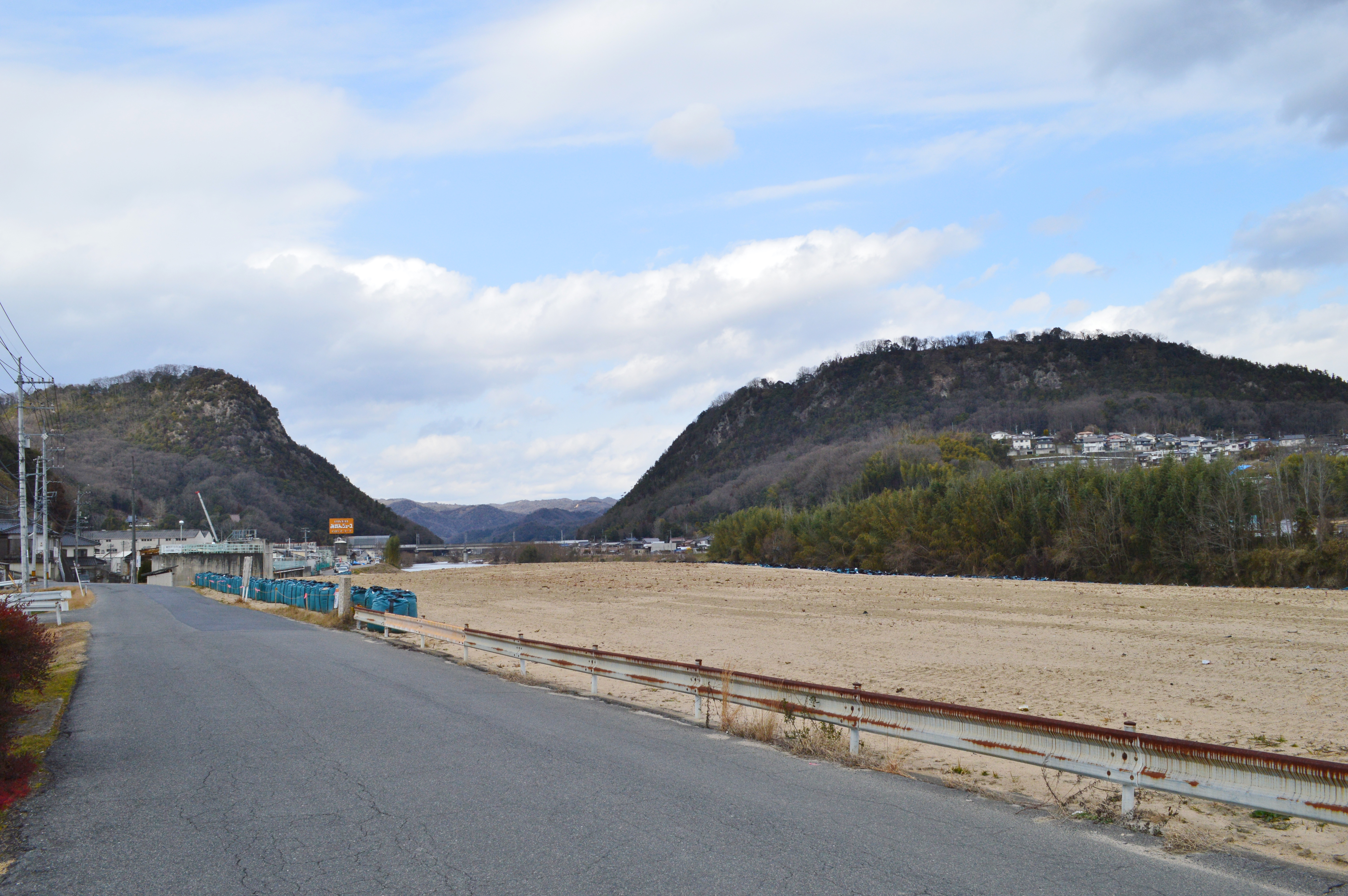
新高山城（左）・高山城（右）

小早川氏の居城は代々沼田川（ぬたがわ）の対岸にあった高山城で、その副塁として現在の新高山城の位置に建治2年（1276年）に小早川雅平によって築かれた砦が存在した。
沼田小早川家を継いだ小早川隆景は、天文21年（1552年）にこの砦を本拠とすべく拡張工事を行った。小早川家文書『毛利元就父子雄高山行向滞留日記写』によれば、永禄4年（1561年）3月には、毛利元就と隆元がこの新高山城を訪城、数日間滞在、連日饗応が行われた。
慶長元年（1596年）に三原城へ移るまで小早川氏の本拠となったが、三原城築城に際して高山城ともども廃城として、石垣は崩されて三原城の建築資材として持ち去られた。

## 構造
標高197.6mの山頂部を中心に築かれた山城で、その規模は東西400mに及ぶ。北と東は沼田川で守られ、瀬戸内海にも近く、城下には水軍の基地も建設された。
本丸、中の丸、西の丸、北の丸、釣井の段、鐘の段などの曲輪が残存し、シンゾウス郭やライゲンガ丸等、独特の曲輪名が残っている。本丸には枡形の土塁遺構や建物の礎石が残っている。
また城内には小早川家の菩提寺、匡真寺（きょうしんじ）跡がある三原市本町の宗光寺山門（国の重要文化財）は新高山城の大手門を移築したものと伝えるが異説もある。
築城当時（鎌倉時代後期）は、鐘の段付近だけの小規模な砦であったと推測されている。